# José Ramón Pérez de Lama
José Ramón Pérez de Lama Presmanes (Madrid, 12 de agosto de 1926-Sevilla, 17 de noviembre de 2020) fue un ingeniero de caminos español y Alcalde de Sevilla (1978-1979). 

## Biografía
Aunque nacido en Madrid, su familia era de origen cántabro.
Doctor ingeniero de Caminos, Canales y Puertos por la Escuela Técnica Superior de Ingenieros de Caminos, Canales y Puertos (Universidad Politécnica de Madrid). Fundó la empresa ITS Spain, inició las obras del nuevo cauce del río Guadaíra y del canal Sevilla-Bonanza, del que fue director.
En 1960 se casó con María Concepción Halcón de la Lastra, hija de Luis Halcón, conde de Peñaflor de Argamasilla.
En 1973 entró en el Ayuntamiento hispalense, elegido concejal por el tercio de Entidades.
La víspera de Nochevieja de 1977 había dimitido el alcalde anterior, Fernando de Parias Merry. La dimisión se debió a unas diferencias con el Ministerio de Obras Públicas en orden a agilizar los trámites para retirar el dogal ferroviario que rodeaba a Sevilla y que limitaba su ampliación al Norte y al Noreste, solución que no se aportaría hasta las obras para la Exposición Universal de 1992. El 3 de enero de 1978, Pérez de Lama accedió a la alcaldía con dieciséis votos a favor, dos en contra y una abstención, con José María Resa Lora como primer teniente de alcalde.
Protagonizó las primeras inauguraciones de estaciones del Metro, estaciones que, desde la barriada ilegal de La Plata, van llegando hasta Gran Plaza, un metro que sería desechado en los años noventa por Manuel del Valle y posteriormente retomado en el siglo XXI en el que se finalizaría (2009). Al igual que su predecesor, tuvo que aguantar una huelga de taxistas en enero. También se produjeron huelgas de policías por los suplementos de Feria y Semana Santa, que correspondían al Gobierno Civil. Además hubo una huelga de bomberos en junio y diversos incidentes más. Fue duramente atacado por las Asociaciones Vecinales, que espoledas por los partidos de izquierda, se negaban a pagar los impuestos municipales.
Las primeras elecciones democráticas municipales tuvieron lugar el 3 de abril de 1979. El último pleno presidido por él solamente duró diez minutos y el alcalde fue despedido a la salida del consistorio con una protesta vecinal. El 18 de abril de 1979 pasó el relevo de la alcaldía hispalense a Luis Uruñuela. 